# 田士起
田士起（1946年9月—2021年4月1日），天津宝坻人，中共党员，华北航天工业学院原党委副书记。

## 生平
1946年9月，出生于今天津市宝坻区王卜庄镇陈家园村，于1965年2月入伍，之后先后于天津军分区独立连、河北省香河县人武部、天津军分区政治部任战士、干事。1968年4月，加入中国共产党。1981年10月，转任廊坊军分区政治部组干科科长。1983年6月，任河北省永清县人武部政委。于1986年10月转业，被分配至华北航天工业学院任学工部副部长，1988年7月调任人事处副处长，1989年3月任电子工程系党总支书记，1997年7月任成人教育学院院长，1999年4月任学校党委副书记，2006年10月退休。
2021年4月1日3时40分逝世于廊坊，享年75岁。